# SAT (adgangstest)
 For alternative betydninger, se SAT. (Se også artikler, som begynder med SAT)
SAT eller SAT Reasoning Test er en standardiseret adgangstest til højere uddannelser i USA.
SAT ejes, udgives og udvikles af College Board, som er en nonprofit organisation i USA. SAT blev tidligere udviklet og udgivet af Educational Testing Service, som stadig administrerer eksamen.
Testens formål er at vurdere en studerendes parathed til højere uddannelse. SAT blev første gang introduceret i 1926 og dens navn og skala er blevet ændret adskillige gange. SAT blev først kaldet Scholastic Aptitude Test, så Scholastic Assessment Test, men nu står SAT ikke for noget, så det er et tomt akronym.